# Scheloribates riyadhiensis
Scheloribates riyadhiensis är en kvalsterart som beskrevs av Kardar 1988. Scheloribates riyadhiensis ingår i släktet Scheloribates och familjen Scheloribatidae. Inga underarter finns listade i Catalogue of Life.